# Arc (fleuve côtier)
Pour les articles homonymes, voir Arc.
L'Arc est un fleuve côtier du sud de la France, dans la région Provence-Alpes-Côte d'Azur, qui prend sa source à l'extrémité ouest du Var et longe principalement le département des Bouches-du-Rhône à travers le pays d'Aix-en-Provence, commune qu'il traverse également. Il se jette dans l'étang de Berre. Le nom provençal est lou Lar, le nom français ne lui correspond pas et semble avoir été choisi par un enquêteur ne connaissant pas la langue locale lors des relevés topographiques.

## Géographie
L'Arc prend sa source entre Saint-Maximin-la-Sainte-Baume et Pourcieux (Var) à 493 mètres d’altitude, au pied du mont Aurélien (879 m) et se jette dans l’étang de Berre (Bouches-du-Rhône) par un petit delta. Sa longueur est de 82,9 km pour une pente moyenne inférieure à 1 %. Il occupe une dépression orientée Est-Ouest.

### Bassin versant
Son bassin versant s'étend sur 715 km2 couverts par 30 communes dont 16 riveraines du fleuve :
- dans le Var : Saint-Maximin-la-Sainte-Baume (source), Pourcieux, Pourrières ;
- dans les Bouches-du-Rhône : Trets, Peynier, Rousset, Fuveau, Châteauneuf-le-Rouge, Meyreuil, Le Tholonet, Aix-en-Provence, Coudoux, Ventabren, Velaux, La Fare-les-Oliviers et Berre-l'Étang (embouchure). L'Arc traverse sept zones hydrographiques[1],[note 1].

### Démographie et occupation du sol
La population totale sur le bassin est d'environ 290 000 personnes, soit une densité de population de près de 400 hab/km2. Depuis 1962, la population du bassin a augmenté de 150 %. La pression démographique est donc très forte sur le bassin de l'Arc et a induit des bouleversements importants en matière d'occupation des sols, d'activités et d'usages.
L'occupation du sol se répartit comme suit  :
- espaces naturels (forêt et garrigues) : environ 56 % ;
- espaces agricoles : environ 23 % ;
- espaces artificialisés : environ 21 %.

Cette répartition de l'occupation des sols traduit la forte présence humaine associée toutefois à une composante naturelle encore très présente. L'occupation humaine se situe principalement dans les vallées et donc en bordure de cours d'eau. Le bassin de l'Arc est également caractérisé par la grande densité des différents réseaux linéaires liés aux activités humaines : l'A8 longeant la Vallée de l'Arc en amont, autoroute A7, réseaux ferrés, ligne TGV, autoroutes urbaines et de très nombreuses routes départementales. Les ouvrages de franchissement des cours d'eau sont donc très nombreux sur le bassin.

### Entités paysagères

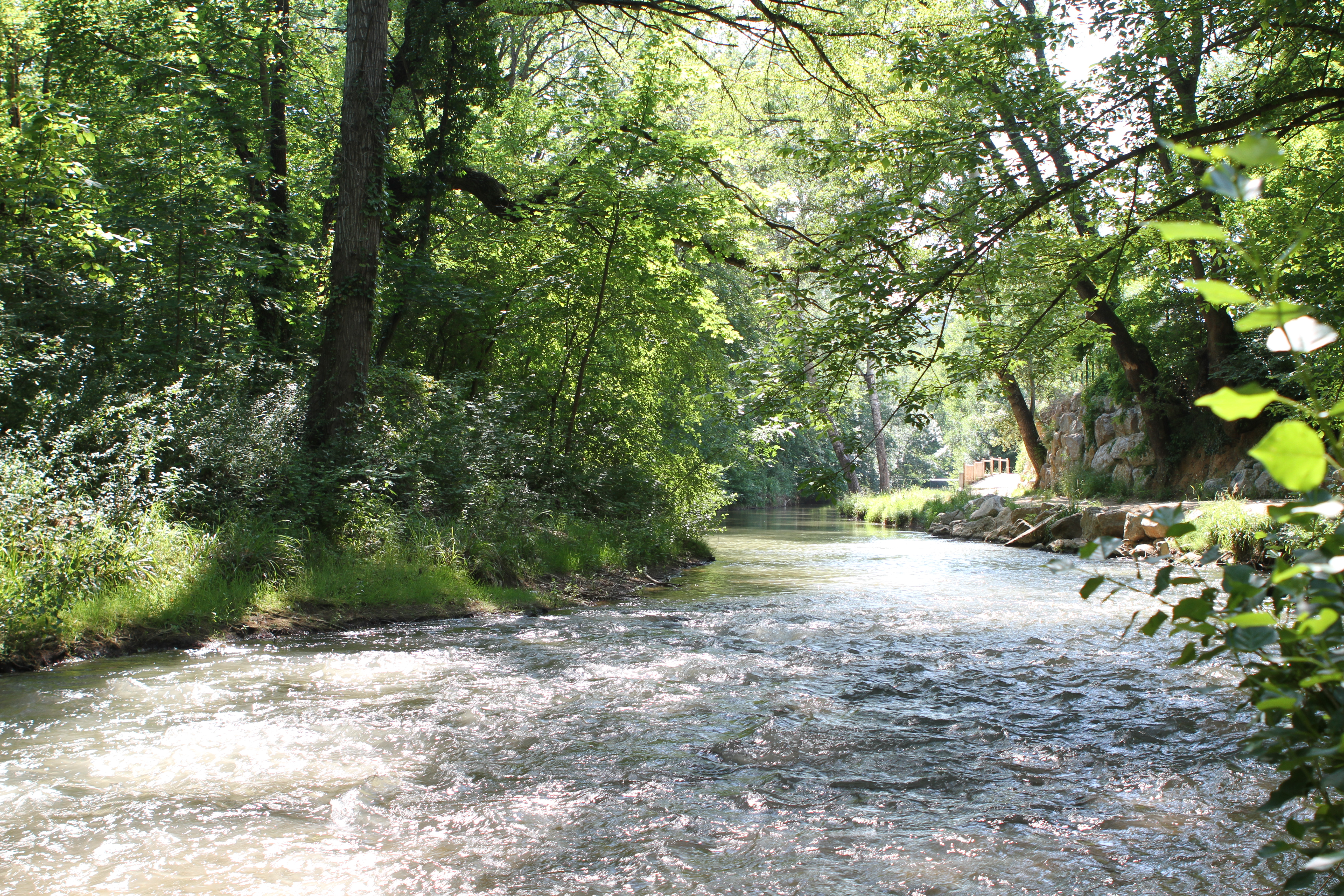
L'Arc au niveau d'Aix-en-Provence

Quatre grandes entités paysagères se distinguent sur le bassin de l'Arc : 
- la haute vallée : l'agriculture y est encore très présente, notamment la viticulture, et les villages se sont fortement urbanisés ;
- le Pays d'Aix : c'est le territoire le plus diversifié en termes d'occupation du sol. Les paysages urbains, agricoles ou forestiers se mixent autour de l'agglomération d'Aix-en-Provence ;
- le Pays de Gardanne : ce bassin est marqué par une industrie lourde ;
- la basse vallée de l'Arc : à l'aval des Gorges de Roquefavour, elle forme une grande plaine inondable cultivée.

### Organisme gestionnaire
L'organisme gestionnaire est Menelik, l'établissement public dédié à la prévention du risque inondation et à la préservation des milieux aquatiques des bassins de l’Arc, de la Cadière, de la Touloubre et du pourtour de Berre, qui remplace l'ancien Syndicat d'aménagement du bassin de l'Arc (SABA).

## Affluents
Il a trente-cinq affluents répertoriés par le SANDRE. Ce sont tous de petits ruisseaux ou « vallats », provenant : 
- du Mont Aurélien, comme l'Aubanède ou le Longarel ;
- du massif de la Sainte-Victoire (1 011 m), notamment la Cause, le Bayeux ou Bayon, l'Aigue-Vive, et la Torse ;
- du versant nord-ouest du massif de l'Étoile (779 m), principalement la  Luynes et le Grand Vallat de Cabriès.

### Principaux affluents
- Le Bayon ou Bayeux (rd[note 2]) 10,1 km de rang de Strahler deux.
- La Cause 20.4.1 km avec un affluent l'internet de 5 km et de rang de Strahler deux.
- Le Grand Vallat (rg) 10,6 km.
- Le Luynes (rg) 15 km de rang de Strahler deux.
- La Torse (rd) 8 km
- Le Prignon (rg) 10,6 km.
- Le Vallat le Grand Ruisseau de 15 km de long avec deux affluents et de rang de Strahler deux.

### Rang de Strahler
Donc l'Arc est de rang de Strahler quatre par la Cause et l'Infernet.

## Hydrologie
Son régime hydrologique est dit pluvial méridional.

### Climat
Le tableau ci-dessous indique les températures et les précipitations, à Marignane, pour la période 1971-2000 :
| Mois                                        | J    | F    | M    | A    | M    | J    | J    | A    | S    | O    | N    | D    | année |
| ------------------------------------------- | ---- | ---- | ---- | ---- | ---- | ---- | ---- | ---- | ---- | ---- | ---- | ---- | ----- |
| Températures maximales (°C)                 | 11,2 | 12,6 | 15,3 | 17,7 | 22,2 | 26,1 | 29,5 | 29,2 | 25,3 | 20,3 | 14,7 | 12,0 | 19,7  |
| Températures moyennes (°C)                  | 7,1  | 8,3  | 10,7 | 13,1 | 17,4 | 21,1 | 24,1 | 24,0 | 20,4 | 16,0 | 10,8 | 8,1  | 15.1  |
| Températures minimales (°C)                 | 3,0  | 3,9  | 6,0  | 8,5  | 12,6 | 16,0 | 18,7 | 18,7 | 15,5 | 11,6 | 6,8  | 4,1  | 10,5  |
| Précipitations (hauteur en mm)              | 54   | 44   | 40   | 58   | 41   | 25   | 13   | 31   | 61   | 85   | 51   | 52   | 554,5 |
| Source: Météo France / Station de Marignane |      |      |      |      |      |      |      |      |      |      |      |      |       |

### Risques d'inondation

#### Des pluies intenses
Une crue résulte, avant toute chose, d’une pluie intense. Le climat de l’Arc est un climat méditerranéen, celui-ci se caractérise, entre autres, par des pluies intenses inégalement réparties sur l’année. Les pluies du bassin de l’Arc sont de deux types : 
- des orages convectifs : ce sont des évènements pluvieux de courte durée, de forte intensité et d’emprise spatiale restreinte. Ces orages convectifs sont susceptibles de générer une crue très forte sur un sous-bassin de l’Arc. Par exemple, le 22 septembre 1993, 168 mm de pluie en deux heures ont été observés en Pays d’Aix qui ont engendré des crues sur les affluents de l’Arc (Torse à Aix-en-Provence, Grand Vallat à Cabriès, Malvallat d’Éguilles…) ;
- des épisodes généralisés : ce sont, soit des pluies moyennes mais de longue durée (pluie stratiforme), soit des épisodes intenses de grande échelle (système convectif de méso-échelle). Par exemple, entre le 14 et le 17 janvier 1978, des pluies stratiformes atteignent plus de 220 mm sur la partie amont du bassin versant. Ces épisodes généralisés sont susceptibles de provoquer à la fois des crues majeures sur les sous bassins et une inondation générale de la vallée de l’Arc.

#### Les crues de l’Arc et de ses affluents
Le bassin de l'Arc a toujours connu des crues plus ou moins fortes même si la mémoire locale tend à les oublier facilement.
Des archives remontant jusqu'au XVe siècle témoignent de ce passé marqué par les crues. Le XXe siècle est particulièrement riche en crues (44 crues recensées).
L'étude des crues de l'Arc de la seconde moitié du XXe siècle a permis de dresser un typologie des crues sur le bassin : 
- des crues lentes : elles sont le résultat d'une pluie stratiforme. Le temps de montée de la crue est de l'ordre de 24 heures. C'est le cas de la crue du 17 janvier 1978 pour lequel le débit de pointe atteint à Berre-l'Étang a été de l'ordre de 270 m3/s ;
- des crues rapides : elles sont issues d'orages convectifs. Elles sont très rapides, le temps de montée de crue oscille entre 6 et 12 heures. Sur les affluents, le temps de montée peut être encore plus soudain. C'est le cas par exemple de la crue du 23 septembre 1993. Le débit de pointe observé à Saint-Pons à Aix-en-Provence a été d'environ 270 m3/s (250 à Berre l’Étang).

Il est important de souligner le fait que la crue décennale de l'Arc est estimée à environ 250 m3/s. En conséquence, les deux crues marquantes du territoire ne sont pas des crues rares. Si un évènement exceptionnel, comme celui du 15 juin 2010 dans le Var tombé à seulement 60 km à l'ouest (400 mm en 24 h), venait à se produire sur le bassin de l'Arc, la crue générée serait alors de l'ordre de la crue centennale, soit environ 700 m3/s.

#### Les sites touchés par les inondations
Le long de l'Arc
En zone urbaine, l'Arc déborde à partir d'une crue décennale. La ville de Berre-l'Etang est un secteur vulnérable car elle se situe dans le bassin déversant de l'Arc. Une part significative du tronçon urbanisé de l'Arc en pays aixois qui s'étend de Palette (commune du Tholonet) jusqu'aux Milles (commune d'Aix-en-Provence) est situé en zone inondable. En zone rurale, les plaines inondables sont nombreuses et étendues. Dans le bassin amont, les zones inondables sont majoritairement agricoles et la largeur du lit majeur est très variable. La plaine de Saint-Pons (Aix-en-Provence) est inondée, même pour des fréquences courantes et sur une grande surface. L'habitat diffus présent est très exposé notamment sur le secteur de la Badesse. À l'aval, la plaine de Berre est inondée au-delà de la crue décennale. Les eaux inondent des terrains agricoles, le village de Mauran et s'écoule vers le centre-ville de Berre-l'Étang.
Le long des affluents
Le réseau des affluents est très développé mais les risques d'inondations sont très différents suivant les secteurs. Le bassin le plus exposé est celui de la Jouine et du Grand Vallat avec l'observation d'inondations régulières et un habitat diffus très vulnérable, notamment dans la plaine de Cabriès. C'est également le cas de plusieurs autres affluents qui traversent des zones habités : la Luynes à Aix-en-Provence et son réseau d'alimentation amont autour de Gardanne, la Torse à Aix-en-Provence, le Grand Vallat de Fuveau, le réseau de petits ruisseaux de Trets…

#### Cartographie des zones inondables du bassin
À ce jour, l’Atlas des zones inondables de la région Provence-Alpes-Côte d'Azur (réalisé avec l’approche hydrogéomorphologique) a cartographié la zone inondable de l’Arc et du Grand Vallat de Cabriès.
Les communes, dans le cadre de l’établissement de leur Plan local d’urbanisme, peuvent être amenées à cartographier le risque inondation sur le territoire communal.
Le Syndicat d’aménagement du bassin de l’Arc a piloté une étude visant à cartographier l’emprise des zones inondées par les crues historiques de la seconde moitié du XXe siècle.

## Aménagements et écologie

### Écologie des cours d'eau du bassin

#### Qualité de l'eau

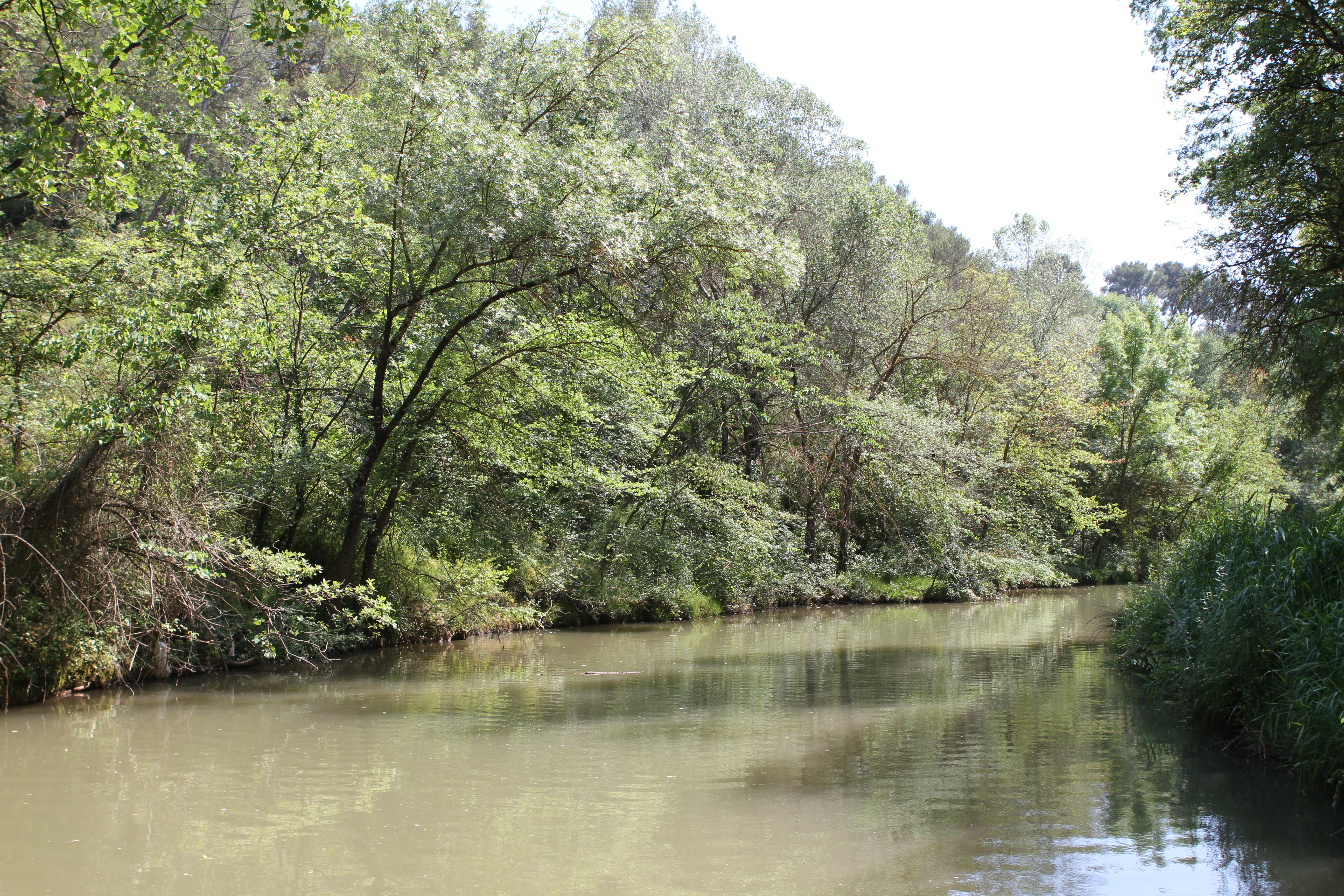
L'Arc au niveau d'Aix-en-Provence.

L’Arc est un petit fleuve côtier aux débits moyens naturellement faibles (environ 3 m3/s). L’été le débit se réduit encore (moins de 1 m3/s). Sa capacité d’autoépuration est donc extrêmement limitée.
Il a pendant longtemps été considéré comme un égout et, depuis les années 1970 jusqu’aux années 1990, du fait de l’explosion démographique, les rejets urbains étaient insuffisamment épurés. La qualité des eaux de l’Arc était dès lors très médiocre.
Au cours des années 2000, grâce à la réglementation européenne et une dynamique locale marquée par l’élaboration d’un Schéma d'aménagement et de gestion des eaux, les collectivités du bassin ont mis aux normes la majorité des stations d’épuration du bassin de l’Arc. Grâce à ces efforts, la qualité de l’eau de l’Arc s’est nettement améliorée au cours des années 2000 notamment sur les concentrations en matières en suspension, matière organique et phosphore, qui sont des paramètres pour lesquels une station d’épuration correctement dimensionnée et gérée est efficace.

#### Présentation des milieux naturels
Le cours de l'Arc présente de belles ripisylves, avec une flore et une faune riches. Le fleuve coule dans de belles gorges.

### Éléments patrimoniaux associés aux cours d'eau
L'aqueduc de Roquefavour, haut de plus de 82 m, le plus grand du monde en pierre, fut construit en 1846 pour permettre au canal de Marseille de franchir les gorges.
Ponts remarquables d'amont en aval.
- Pont des Trois-Sautets
- Pont de Saint-Pons
- Aqueduc de Roquefavour